# Saad Abdul-Amir
Saad Abdul-Amir Luaibi Al-Zirjawi (Bagdá, 19 de janeiro de 1992) é um futebolista profissional iraquiano que atua como meia.

## Carreira
Abdul-Amir fez parte do elenco da Seleção Iraquiana de Futebol nas Olimpíadas de 2016.